# Антоневич Михайло Мойсейович
Михайло Мойсейович Антоневич (рос. Михаил Моисеевич Антоневич; нар. 5 листопада 1912, с. Гончарівка, Сєнненський повіт,Могильовська губернія, Російська імперія — пом. 6 липня 2003, Москва, Росія) — радянський футболіст, захисник. Заслужений майстер спорту СРСР (1950). Заслужений тренер РРФСР. Зіграв у фільмі «Спортивна честь».

## Кар'єра гравця
Вихованець команди «Зоря Комуни» з Московської області. У 1934 році перебував у складі команди «Митіщинський завод», а з 1935 року — у складі ГЦОЛІФК з Москви, після чого, в 1936 році, деякий час перебував у московському «Спартаку», де жодного разу так і не зіграв.
Потім виступав за московський «Сталінець» з 1937 по 1939 рік, провів 32 матчі, відзначився 2 голами. У 1940 році поповнив ряди московського «Динамо», але жодного разу за нього в результаті не зіграв.
У 1941 році перейшов у мінське «Динамо», зіграв 3 матчі, проте через війну змушений був призупинити виступу. У 1944 році продовжив кар'єру, і до 1946 року грав за мінчан, провівши за цей час 39 поєдинків.
У період з 1945 до 1946 року брав участь у товариських матчах з болгарськими командами як запрошений гравець у складі московського «Торпедо» і сталінградського «Трактора».
Потім з 1947 по 1951 рік виступав у складі московського «Локомотива», був його капітаном, провів 114 матчів у чемпіонаті, в яких забив 1 м'яч, та 6 поєдинків у Кубку СРСР.
Всього в чемпіонатах СРСР провів 141 матч, в яких забив 2 м'ячі.
Був тактично грамотним гравцем, відмінно діяв при персональній опіці.

## Кар'єра тренера
Після завершення кар'єри гравця, працював у тренерському штабі «Локомотива» з 1952 по 1954 рік.
З 1957 по 1959 очолював грозненський «Нафтовик» (згодом — «Терек»). 1960 року розпочав як головний тренер клубу «Трудові резерви» (Луганськ), проте вже влітку пішов у «Спартак» (Станіслав).
З 1961 по 1963 рік очолював владимирський «Трактор». У 1964 році керував «Кубанню», однак ненадовго, і вже в травні того ж року очолив «Спартак» (Орджонікідзе). У 1965 році знову повернувся в «Трактор».
У 1966 році очолив «Прогрес» (Кам'янськ-Шахтинський), потім з 1967 по 1970 рік був головним тренером у команді «Хімік» (Новомосковськ). З 1971 по 1973 рік керував пензенським клубом «Хіммашивець» (пізніше «Сура»), а з 1975 по 1976 рік очолював тамбовський «Спартак». Помер 6 липня 2003 року в Москві.

## Досягнення

### Особисті
- Майстер спорту СРСР
- Заслужений майстер спорту СРСР
- Заслужений тренер РРФСР